# ナッシラ・コンデ
ナッシラ・コンデ（Nassira Konde、1999年7月30日 - ）は、フランスの女子ラグビー選手。

## プロフィール
- フランス出身。
- ポジションはフルバック(FB)。
- 身長 165cm、体重 56kg
- 女子フランス代表に選ばれたことがある[2]。

## 略歴
2021年、東京五輪の7人制女子フランス代表に選ばれた。